# Фридрих Карл фон Шьонборн
Фридрих Карл фон Шьонборн-Буххайм (на немски: Friedrich Carl von Schönborn-Buchheim; * 3 март 1674, Майнц; † 25 юли 1746, Вюрцбург) от благородническата фамилия Шьонборн, е княжески епископ на Бамберг и Вюрцбург (1729 – 1746) и от 1705 до 1734 г. имперски вице-канцлер (Reichsvizekanzler) на Свещената Римска империя на императорите Йозеф I и Карл VI. До 1701 г. той е имперски фрайхер, след това имперски граф.

## Живот
Той е вторият син на граф Мелхиор Фридрих фон Шьонборн-Буххайм (1644 – 1717), държавен министър на Курфюрство Майнц, и съпругата му фрайин Мария Анна София фон Бойнебург (1652 – 1726), дъщеря на фрайхер Йохан Кристиан фон Бойнебург-Ленгсфелд († 1672) и Анна Кристина Шютц фон Холцхаузен. Брат е на Йохан Филип Франц († 1724), епископ на Вюрцбург, кардинал Дамиан Хуго Филип († 1743), епископ на Шпайер и Констанц, Франц Георг († 1756), архиепископ на Трир, и Рудолф Франц Ервайн († 1754), дипломат и композитор.
Племенник е на Йохан Филип фон Шьонборн († 1673), курфюрст и архиепископ на Майнц, княжески епископ на Вюрцбург, епископ на Вормс, Лотар Франц фон Шьонборн († 1729), княжески епископ на Бамберг (1693 – 1729), курфюрст и архиепископ на Майнц (1695 – 1729), и на Георг Фридрих фон Грайфенклау († 1629), архиепископ на Майнц, епископ на Вормс.
От 1681 г. Фридрих Карл посещава, както брат му Йохан Филип Франц, Йезуитската гимназия в Ашафенбург.
През 1701 г. е помазан и 1704 г. е приет в катедралния капител във Вюрцбург и след една година също от капитела на Бамберг.
След следването му във Вюрцбург, Майнц и Рим, чичо му Лотар Франц фон Шьонборн го праща на дипломатически мисии в Полша, Швеция, Прусия и Саксония. Като негов посланик на Курфюрство Майнц той отива във Виена. Като имперски вицеканцлер от 1705 г. Фридрих Карл през Войната за испанското наследство (1701 – 1714) има успехи при преговорите между императора и папа Климент XI.
През 1706 г. той става императорски таен съветник. Фридрих Карл построява от 1706 г. като вице-канцлер, заради голямата си библиотека, Палат Шьонборн до Виена.
От 13 декември 1708 г. Фридрих Карл е коадютор на епископа на Бамберг, на 19 май 1710 г. е титулар епископ на Аркадиополис в Азия, на 18 май 1728 г. става дякон, на 10 юни 1728 г. свещеник, на 30 януари 1729 г. е избран за епископ на Бамберг. На 18 май 1729 г. е избран за епископ на Вюрцбург. Той остава още дълги години на службата си във Виена. На 3 август 1729 г. той е апостолски администратор на Бамберг.
Той продължава строежа на скъпата резиденция във Вюрцбург, започната от брат му епископ Йохан Филип Франц фон Шьонборн.
През 1727 г. Фридрих Карл наследява унгарските собствености и други дворци от чичо му курфюрста и архиепископа на Майнц Лотар Франц фон Шьонборн.
Умира на 72-годишна възраст и е погребан в „капелата на Шьонборните“ в катедралата на Вюрцбург.